# Nymølle (Allerød Kommune)
 For alternative betydninger, se Nymølle. (Se også artikler, som begynder med Nymølle)
Nymølle er en by i Nordsjælland med 353 indbyggere  (2024), beliggende 9 km øst for Slangerup, 14 km syd for Hillerød, 6 km vest for Farum og 7 km sydvest for kommunesædet Lillerød. Byen hører til Allerød Kommune og ligger i Region Hovedstaden.
Byen hører til Uggeløse Sogn. Uggeløse Kirke ligger 3½ km nordvest for Nymølle.

## Faciliteter
- Lynge Drive in Bio er Danmarks eneste Drive-in biograf og en af de største i Europa. Den har eksisteret siden 1961 og har 3 skærme.[2]
- Golfklubben The Scandinavian er anlagt på et gammelt kaserneområde. Begge klubbens mesterskabsbaner er rangeret blandt Europas 50 bedste.[3]

## Historie

### Farum Kalkbrud
I det sydøstlige hjørne af Uggeløse Sogn ligger Terkelskov, som har haft store kalkaflejringer fra istiden. I 1759 begyndte man at udnytte kalken til fremstilling af kalksalpeter til kunstgødning og mørtel til byggeri – bl.a. er Christiansborg Slot, Charlottenborg og Vor Frue Kirke (København) bygget med kalk fra Terkelskov. Farum Kalkbrud blev efterhånden udkonkurreret af Faxe Kalkbrud.

### Jernbanen
Fra Lillerød Station på Nordbanen var der anlagt et normalsporet industrispor til Vassingerød og kalkbruddet. Dette spor blev afbrudt 1. januar 1907, da kalkværket havde opsagt overenskomsten med DSB og ønskede at anvende København-Slangerup Banen, der var åbnet i 1906.
Vassingerød Station på Slangerupbanen blev anlagt 1 km sydvest for landsbyen Vassingerød. Stationsbygningen er bevaret på Bøgevangen 12. Stationen lukkede, da strækningen Farum-Slangerup blev nedlagt i 1954. Den inderste strækning København L (Lygten)-Farum blev senere integreret i S-togsnettet som Hareskovbanen.